# كانيار
بلدية القنار أو  كانيار (بالإسبانية: Cáñar) هي بلدية تقع في مقاطعة غرناطة التابعة لمنطقة أندلوسيا جنوب إسبانيا.

## الديموغرافيا
بلغ عدد سكان بلدية كانيار 418 نسمة عام 2011 (وفقاً للمعهد الوطني الإسباني للإحصاء).
| 314 | 325 | 329 | 366 | 395 | 429 | 418 |